# Бонд, Деннис
Де́ннис Джо́зеф То́мас Бо́нд (англ. Dennis Joseph Thomas Bond; 17 марта 1947, Уолтемстоу, Большой Лондон — 2 марта 2025) — английский футболист, играл на позиции полузащитника.

## Биография

### Игровая карьера
Бонд дебютировал в профессиональном футболе за клуб Третьего дивизиона «Уотфорд». В составе «шершней» он хорошо зарекомендовал себя, уверенно став полузащитником и внутренним нападающим. Он играл за эту команду в течение двух сезонов, сыграл 93 матча и забил 17 голов.
В марте 1967 года перешёл в «Тоттенхэм Хотспур», но был переведён в резервную команду. 20 мая 1967 года «Тоттенхэм» в финале Кубка Англии со счётом 2:1 обыграл «Челси», но Бонд по ходу турнира не играл за основную команду. В составе «шпор» он играл в течение трёх сезонов, но так и не сумел закрепиться в основном составе из-за конкуренции в составе и частых травм.
В 1970 году перешёл в «Чарльтон Атлетик», за который отыграл два сезона. В феврале 1973 года вернулся в «Уотфорд», за который отыграл следующие пять с половиной сезонов. Всего за «Уотфорд» сыграл 179 матчей и забил 21 гол. После завершения карьеры играл в клубах низших дивизионах «Дагенем», «Борем Вуд» и «Уолтем Абби».

### Смерть
Скончался 2 марта 2025 года в возрасте 77 лет.